# Giorgio Albertazzi
Pour les articles homonymes, voir Albertazzi.

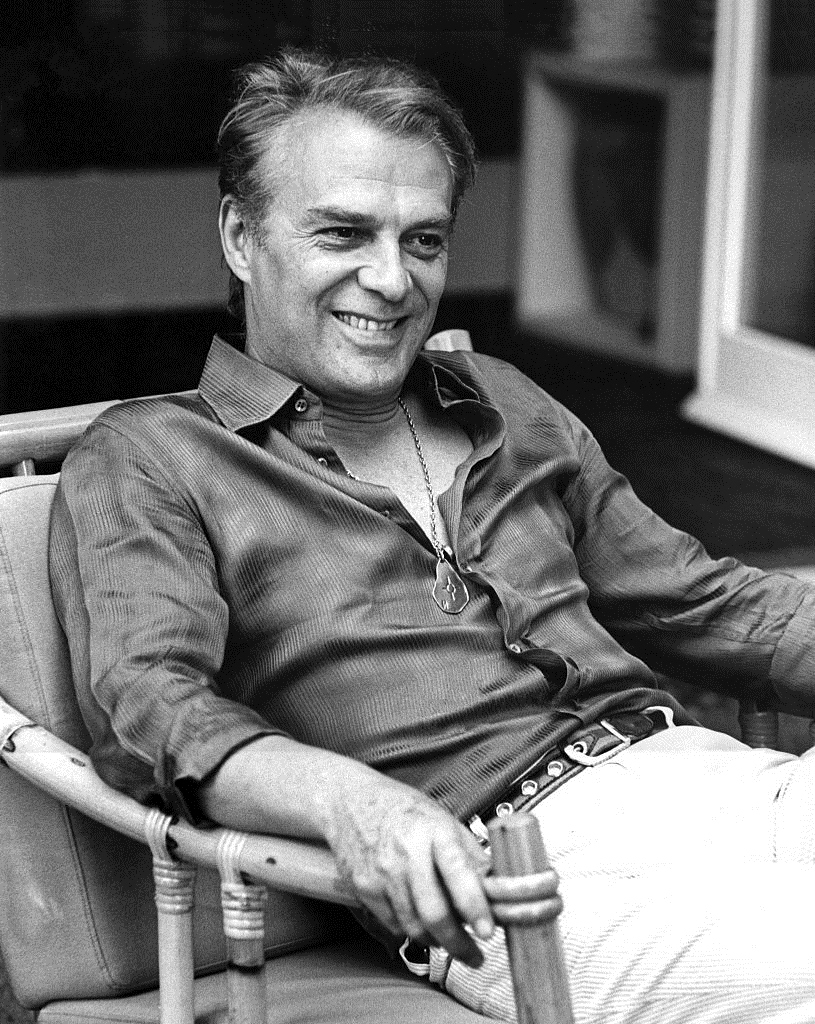
Giorgio Albertazzi en 1974.

Giorgio Albertazzi (né le 20 août 1923 à Fiesole, près de Florence et mort le 28 mai 2016 à Roccastrada, près de Grosseto) est un acteur, réalisateur et scénariste de cinéma et de télévision italien.

## Biographie
En 1943, Giorgio Albertazzi s'engage dans la République de Salò avec le grade de lieutenant ; après deux ans d'emprisonnement pour avoir commandé un peloton d'exécution quelques jours avant la fin de la guerre, il est amnistié, libéré en 1947 et se consacre ensuite au théâtre.
Il commence sa carrière théâtrale en 1949 en jouant dans Troïlus et Cressida de Shakespeare, mis en scène par Luchino Visconti au Mai musical florentin.
Au cinéma il joue dans des films des rôles plutôt secondaires, Haine, Amour et Trahison en 1954, Nuits Blanches en 1957, jusqu'à son premier rôle dans le chef-d'œuvre d'Alain Resnais, L'Année dernière à Marienbad qui lui vaut la notoriété et une reconnaissance internationale. Très sollicité, il joue dans Eva de Losey, Secret Violence en 1963, I married you for fun en 1967, Caroline chérie en 1968, L'Assassinat de Trotsky en 1972, Five Women for the killer en 1974 et Blood, Sweat and Fear en 1975.
Parallèlement il travaille beaucoup pour la télévision, en 1969, il est scénariste, acteur et réalisateur de Jekyll.
Mais il est surtout un comédien et metteur en scène de théâtre.
En 2003, il est nommé directeur du Théâtre de Rome et il dirige une école de théâtre. 
En 2004, le public italien lui décerne le prix Gassman pour couronner sa carrière.
Il disait de lui-même être "...non-croyant, comme Kafka...".

### Vie privée
Giorgio Albertazzi avait une relation sentimentale avec l'actrice Anna Proclemer.

## Filmographie partielle

### Comme acteur
- 1951 : Le Petit Monde de don Camillo de Julien Duvivier : Don Pietro
- 1952 : Violence charnelle (Art. 519 codice penale) de Leonardo Cortese
- 1953 : Le Marchand de Venise de Pierre Billon : Lorenzo
- 1957 : Nuits blanches (Le notti bianche) de Luchino Visconti : Le narrateur (voix)
- 1961 : L'Année dernière à Marienbad d'Alain Resnais : l'homme (« X »)
- 1962 : Eva de Joseph Losey : Branco Malloni
- 1967 : Ti ho sposato per allegria de Luciano Salce
- 1968 : Caroline chérie de Denys de La Patellière : Jean Albencet le géologue
- 1971 : L'Assassinat de Trotsky de Joseph Losey
- 1974 : La nottata de Tonino Cervi
- 1974 : Cinq Femmes pour l'assassin (Cinque donne per l'assassino), de Stelvio Massi : Professeur Betti
- 1975 : Un flic voit rouge (Mark il poliziotto) de Stelvio Massi
- 1994 : Même heure, l'année prochaine (Tutti gli anni una volta l'anno) de Gianfrancesco Lazotti : Lorenzo
- 1999 : Li chiamarono... briganti! de Pasquale Squitieri

### Comme réalisateur

#### Cinéma
- 1970 : Gradiva

#### Télévision
- 1969 : Jekyll, série télévisée de 4 épisodes
- 1981 : George Sand, série télévisée
- 1985 : L'Incorruptible, comédie de Hugo von Hofmannsthal [5]
- 1988 : Les anges de pouvoir (it), (téléfilm)

## Théâtre
- 1949 : Troïlus et Cressida de Shakespeare, mis en scène par Luchino Visconti au Mai musical florentin

## Récompenses et distinctions
- 2004 : prix Gassman

### Décorations
- 26 juin 1996 :  1re classe / Grande-Croix : Cavaliere di Gran Croce al Merito della Repubblica Italiana (4 975), proposée par le président de la République[6].
- 2 avril 2002 :  Médaille du mérite de la culture et de l'art[7].